# Capasa pulchraria
Capasa pulchraria là một loài bướm đêm trong họ Geometridae.